# 47466 Mayatoyoshima
47466 Mayatoyoshima è un asteroide della fascia principale. Scoperto nel 1999, presenta un'orbita caratterizzata da un semiasse maggiore pari a 2,3104763 UA e da un'eccentricità di 0,2653656, inclinata di 23,20820° rispetto all'eclittica.